# Hot Rap Songs
Le Hot Rap Songs est un classement hebdomadaire du magazine américain Billboard, où les 25 plus populaires chansons de rap sont classées. Le record du plus grand nombre de titres ayant été à la tête du classement est détenu par Drake avec 14 titres ayant été classé numéro 1.